# Long, Live, Love
| Оценки критиков | Оценки критиков |
| Источник        | Оценка          |
| --------------- | --------------- |
| Hallels         | [ 1 ]           |

Long, Live, Love (с англ. — «Да здравствует любовь») — двенадцатый студийный альбом американского госпел-певца Кирка Франклина, вышедший 31 мая 2019 года на лейбле RCA Inspiration (отеделние RCA Records) вместе с Fo Yo Soul Recordings. Диск возглавил чарт христианской музыки «Top Gospel Albums, а также получил премию Грэмми» в категории Лучший госпел-альбом.

## Об альбоме
После выпуска первого сингла «Love Theory» название альбома было объявлено в марте 2019 года, а также указана дата его выпуска и предстоящий концертный тур в поддержку альбома.

## Отзывы
Альбом получил положительные отзывы музыкальных критиков и интернет-изданий.
Тимоти Яп из Hallels.com дал альбому положительный отзыв, оценивая альбом на 4 звезды из пяти возможных. В своем обзоре он написал: «Он охватывает множество тем от социальной ненависти до идолопоклонства. Он охватывает все жанры евангельской музыки от хора старой школы до соул-массовых баллад. Короче говоря, этот альбом содержит всё, что нам нравится во Франклине».
26 января 2020 года альбом получил музыкальную премию Грэмми в категории Лучший госпел-альбом. Кроме того сингл «Love Theory» выиграл премию в категории Best Gospel Song.

## Награды

### Grammy Awards
| Год  | Номинируемая работа | Категория                   | Результат |
| ---- | ------------------- | --------------------------- | --------- |
| 2020 | Long, Live, Love    | Лучший госпел-альбом        | Победа    |
| 2020 | «Love Theory»       | Лучшая песня в стиле госпел | Победа    |

## Список композиций
| №   | Название                  | Длительность |
| --- | ------------------------- | ------------ |
| 1.  | «F.A.V.O.R»               | 4:31         |
| 2.  | «Love Theory»             | 4:11         |
| 3.  | «Idols»                   | 3:26         |
| 4.  | «Just for Me»             | 4:35         |
| 5.  | «Father Knows Best»       | 6:31         |
| 6.  | «OK»                      | 3:56         |
| 7.  | «Strong God»              | 4:05         |
| 8.  | «Forever/Beautiful Grace» | 7:10         |
| 9.  | «Spiritual»               | 5:24         |
| 10. | «Wynter's Promise»        | 5:46         |

## Позиции в чартах

### Еженедельные чарты
| Чарт (2019)                            | Высшая позиция |
| -------------------------------------- | -------------- |
| США (Billboard 200)                    | 20             |
| США (Billboard Top Gospel Albums)      | 1              |
| США (Billboard Top R&B/Hip-Hop Albums) | 12             |